# Julius van Zuylen van Nijevelt
Julius van Zuylen van Nijevelt (1819-1894) – polityk i dyplomata holenderski. Jego kuzynem był Jacob van Zuylen van Nijevelt, również polityk i dyplomata.
W latach 1860–1861 MSZ. W roku 1866 poseł holenderski w Berlinie. W latach 1866–1868 prezes rady ministrów i znów MSZ.